# Игнатьев, Алексей Никитович
Алексей Никитович Игнатьев — советский хозяйственный, государственный и политический деятель, Герой Социалистического Труда.

## Биография
Родился в 1919 году в городе Нарым. Член КПСС.
С 1934 года — на хозяйственной, общественной и политической работе. В 1934—1979 гг. — конюх, машинист, косарь, механизатор в колхозе имени Чапаева Прокопьевского района, тракторист совхоза «Бурлаковский» Прокопьевского района Кемеровской области.
Указом Президиума Верховного Совета СССР от 23 июня 1966 года присвоено звание Героя Социалистического Труда с вручением ордена Ленина и золотой медали «Серп и Молот».
Умер в селе Чапаево в 2002 году.